# Glenn Dods
Pour les articles homonymes, voir Dods.
Glenn Dods est un footballeur néo-zélandais, né le 17 novembre 1958. Il évolue au poste de défenseur du milieu des années 1970 au milieu des années 1980.
Il joue notamment à Adelaide City FC et compte 22 sélections en équipe de Nouvelle-Zélande et dispute la Coupe du monde 1982 avec la sélection néo-zélandaise.

## Biographie
Glenn Dods commence sa carrière à Mount Wellington AFC et fait ses débuts internationaux le 18 septembre 1976 face à la Thaïlande. Entré en jeu au cours du match, il s'impose avec ses coéquipiers sur le score de trois buts à un. Après deux saisons à Blockhouse Bay, il rejoint en 1979 le club australien d'Adelaide City FC tout en poursuivant ses études pour devenir physiothérapeute à Université d'Auckland. Diplômé en 1980, il est sélectionné pour la Coupe du monde 1982, il dispute les rencontres face à l'URSS et le Brésil lors de la compétition.
Il met fin à sa carrière en 1984 et devient ensuite notamment physiothérapeute du club de Basket-ball d'Adelaide 36ers jusqu'en 1992, d'Adelaide City FC de 2004 à 2005.

## Palmarès
- Vainqueur de la Coupe d'été d'Australie du Sud en 1981 avec Adelaide City FC.

- 22 sélections avec la Nouvelle-Zélande